# روزماري ماركيز
روزماري ماركيز (بالإنجليزية: Rosemary Márquez)‏ هي قاضية ومحامية أمريكية، ولدت في 28 فبراير 1968 في لوس أنجلوس في الولايات المتحدة.